# Medaglia di Rappresentanza del Presidente della Repubblica Italiana

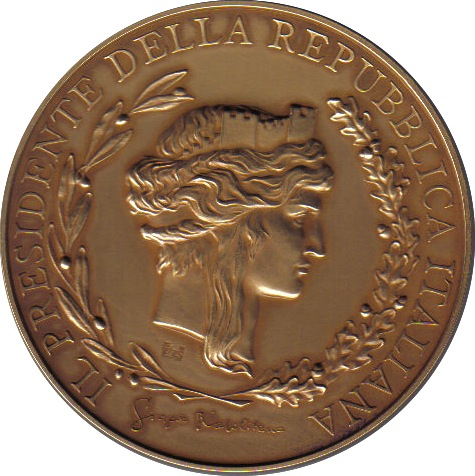
Rovescio della medaglia di rappresentanza

La medaglia di Rappresentanza è un riconoscimento che viene attribuito dal Presidente della Repubblica a iniziative ritenute di particolare interesse culturale, scientifico, artistico, sportivo o sociale. 
Essa rientra nell'elenco delle "adesioni presidenziali", atti che rientrano nella piena discrezionalità del Capo dello Stato, espressione dell’ideale partecipazione del Presidente della Repubblica a iniziative ritenute particolarmente meritevoli: l’Alto Patronato del Presidente della Repubblica, il messaggio del Presidente della Repubblica e i premi di rappresentanza costituiscono le forme con le quali il Capo dello Stato manifesta il suo personale apprezzamento rispetto ad eventi di rilevante interesse istituzionale, culturale, sociale.
La "medaglia di Rappresentanza" è un riconoscimento materiale che rientra nel campo dei "premi di rappresentanza" conferiti ad eventi e iniziative di ambito territoriale più circoscritto rispetto a quelli insigniti dell’Alto Patronato; ad essa non è attribuito il valore di attestazione onorifica.
La concessione avviene di norma a seguito di richiesta diretta da parte degli interessati. 
La medaglia, coniata in bronzo dall’Istituto Poligrafico e Zecca dello Stato, raffigura sul dritto l’Italia Turrita, tratta da un’antica moneta siracusana di epoca romana ispirata all’opera del disegnatore Vittorio Grassi. Intorno riporta la scritta “Il Presidente della Repubblica Italiana” e in basso la firma in rilievo del Presidente della Repubblica in carica.